# 訃報 1998年
訃報 1998年（ふほう 1998ねん）は、1998年（平成10年）中に物故した人物をまとめたものである。詳細は月別訃報記事を参照のこと。

## 月別の訃報記事一覧
- 訃報 1998年1月
- 訃報 1998年2月
- 訃報 1998年3月
- 訃報 1998年4月
- 訃報 1998年5月
- 訃報 1998年6月
- 訃報 1998年7月
- 訃報 1998年8月
- 訃報 1998年9月
- 訃報 1998年10月
- 訃報 1998年11月
- 訃報 1998年12月

## 関連書籍
- 『現代物故者事典（1997 - 1999）』日外アソシエーツ、2000年3月24日。ISBN 978-4-8169-1595-6。